# Яр Гаврилів
Яр Гаврилів — балка (річка) в Україні у Чугуївському районі Харківської області. Права притока річки Гнилиці (басейн Дону).

## Опис
Довжина балки приблизно 6,77 км, найкоротша відстань між витоком і гирлом — 5,86  км, коефіцієнт звивистості річки — 1,16 . Формується декількома загатами.

## Розташування
Бере початок на південно-східній околиці села Гаврилівки. Тече переважно на північний захід понад селищеи Чкалівське і на південно-східній околиці села Нова Гнилиця впадає у річку Гнилицю, ліву притоку річки Сіверського Дінця.

## Цікаві факти
- На правому березі балки на північній стороні на відстані приблизно 1,33 км пролягає автошлях Р07[3] (автомобільний шлях національного значення на території України.).
- У XX столітті на балці існували молочно,- свинно-тваринні ферми (МТФ, СТФ), газгольдери та газові свердловини[2].